# Csutor Imre
Zokoli és illyefalvi Csutor Imre János (Salomvár, 1813. március 14. – Salomvár, 1891. február 9.) Zala vármegye alispánja, táblabíró, földbirtokos.

## Családja és származása
A nemesi származású zokoli és illyefalvi Csutor család sarja, Apja a tapolcai születésű zokoli és illyefalvi Csutor János (1771-1815), táblabíró, Zala vármegye tiszti ügyésze, anyja a nemesvitai Viosz családból való nemesvitai Viosz Zsuzsanna (1775-1826) volt. Az apai nagyszülei zokoli és illyefalvi Csutor Ignác, a tapolcia járás aladószedője, esküdt, földbirtokos és Csom Katalin voltak; az anyai nagyszülei nemesvitai Viosz József (1733-1803) táblabíró, a szántói járás alszolgabírája, földbirtokos, és sidi Sidy Katalin (1749-1796) voltak. A salomvári családi földbirtok édesanyja révén jutott a kezébe. Csutor Imre anyai nagyanyja nemesvitai Viosz Józsefné sidi Sidy Katalinnak a szülei ifjabb sidi Sidy Pál (1723-1779), táblabíró, alszolgabíró, földbirtokos és salomvári László Borbála (1727-1751) voltak; ifjabb Sidy Pálnak az apja idősebb Sidy Pál (fl. 1707–1744), a kapornaki járás főszolgabírája, földbirtokos, aki 1729-ben építőbiztosként vezette Zalaegerszegen a régi vár helyében az új vármegyeháza építését; idősebb Sidy Pál főszolgabíró nak a szülei sidi Sidy Mihály (†1711) egervári vicekapitánynak és a szenterzsébeti Terjék családból való szenterzsébeti Terjék Mária asszonynak. Viosz Józsefné Sidy Katalin a Sidy család utolsó élőtagja és egyetlen örököse volt, és így a család vagyonának és a salomvári birtoknak egy részét Csutor Imre anyja örökölte.
A Sidy család anyai ági felmenői között a nemesi ősrégi szenterzsébeti Terjék-, a rudnói Rudnay-, a Maholányi-, a Salomváry- a tapsonyi Anthymus- és a Zichy családok találhatóak. Imre édesapja, Csutor János szoros baráti kapcsolatot ápolt Pálóczi Horváth Ádámmal és tubolyszeghi Tuboly Lászlóval, akikkel hasonló politikai nézeteket osztottak meg. Csutor Imrének a nővérei: zokoli és illyefalvi Csutor Franciska (1800–1850), akinek a férje, babosdöbrétei Babos József táblabíró, zalalövői főszolgabíró, földbirtokos volt, valamint zokoli és illefalvi Csutor Katalin (1810-1835), akinek a férje ifj. miskei és monostori Thassy Mihály (1804-1898), földbirtokos volt. Unokatestvérei babosdöbrétei Babos Kálmán (1825–1892), jogász, királyi kúriai tanácselnök, Lipót rend lovagja és babosdöbrétei Babos Pál (1824–1861) királyi testőr, az 1848-as szabadságharc alatt a 19. zászlóalj főhadnagya és Pándy hadtestparancsnok segédtisztje, földbirtokos, író, fordító volt.

## Élete
Csutor Imre alig 2 évesen vesztette el az édesapját, anyját, 12 évesen. 1830-ban végezte a bölcsészeti tanulmányait a Győri királyi jogakadémián. A liberális érzelmű Csutor Imre az 1845-től listázott zalai önkéntes adózó nemesek között szerepelt Deák Ferenc és több más nemes úr mellett. 1847. június 14-étől 1849. október 31-éig Zala vármegye másodaljegyzője.
Csutor Imre 1865. novemberétől 1867. május 6-áig Zala megye főjegyzője, 1867. május 6-ától 1872. január 9-éig másodalispánja. Az alispáni székért való vetélkedésben Csutor Imre legyőzte ellenfelét, a korábban a szántói járás főszolgabírói tisztét betöltő gyulai Gaál Endrét, és így most már megújult keretek között, újra elfoglalhatta ezt a hivatalt de most alispánként. 1872.-től fogva Zala vármegye közigazgatási gárdája egyetlenegy alispánnal rendelkezett, és így a "másodalispáni" hivatal megszűnt létezni; 1872. január 9–étől 1878. január 3-áig pedig a megye alispánja volt. Ő hajtotta végre a modern, polgári közigazgatás kereteit megteremtő törvényhatósági és községi törvényt, amelynek köszönhetően a megye járási beosztása megváltoztott és községi képviselő-testületek jöttek létre. Ő tette kötelezővé a megyében a községi szülésznők alkalmazását. Élete utolsó éveiben visszavonult Salomvári birtokára, ahol az Észrevételek és toldalékok a Bátorfi Lajos úr "Adatok Zala megye történetéhez" c. munkájához, Deák Ferenc adomáival című művét írta, amelyben részint kiegészítette, részint pedig kijavította a Bátorfi által közölteket. Puritán, egyenes jellemű és igazságra törekvő emberként ismerték.

## Házassága és leszármazottjai
Feleségül vette 1845. április 14.-én Andráshidán hottói Nagy Johanna Zsófia Anna (*Andráshida, 1818.január 27.–†Salomvár, 1902. augusztus 24.) kisasszonyt, akinek a szülei hottói Nagy Antal (1785-1852), táblabíró, földbirtokos és farkaspatyi Farkas Mária Anna (1791-1855) voltak. A menyasszony anyai nagyszülei farkaspatyi Farkas György (1741-1801), táblabíró, földbirtokos, és zétényi Csukás Terézia (1752-1819) voltak. Farkaspatyi Farkas György nagyszülei farkaspatyi Farkas Gábor (fl. 1712–1715), kálócfapusztai földbirtokos és sidi Sidy Mária (fl. 1712–1715) voltak; az utóbbi sidi Sidy Mihály (†1711) egervári vicekapitány, zalamegyei külön kiküldött követ a szécsényi országgyűlésen, földbirtokos és szenterzsébeti Terjék Mária frigyéből származott. Az esküvői tanúk nemesvitai Viosz Imre, valamint miskei és monostori Thassy Kristóf földbirtokos és táblabíró urak voltak. Csutor Imréné hottói Nagy Johanna leánytestvérei: hottói Nagy Etelka (1834–1915), akinek a férje csáfordi Csillagh Gyula (1829–1904), főhadnagy, vármegye bizottsági tag, földbirtokos, hottói Nagy Magdolna (1813–1899), akinek a férje miskei és monostori Thassy Mihály (1804–1898), földbirtokos, valamint hottói Nagy Klementina (1821–1887), akinek a férje boncódföldi Lukács Károly (1819–1885), honvédőrnagy, főhadnagy, és a zalamegyei honvédegylet másod elnöke, földbirtokos. Fivérei: hottói Nagy József (1827–1883), Zala vármegye főügyésze, főszolgabíró, 1848-as honvéd főhadnagy, földbirtokos, valamint hottói Nagy Károly (1816–1911), zalaegerszegi alszolgabíró, ügyvéd, országgyűlési írnok, földbirtokos. Csutor Imre és hottói Nagy Johanna házasságából három leánygyermek született:
- Csutor Zsuzsanna (*Salomvár, 1846. február 16.–†Kálócfa, 1926. február 11.).[16] Férje: Kiss József (*Szentlőrinc, Vas vármegye, 1840. május 19.–†?), földbirtokos.[17]
- Csutor Mária (*Salomvár, 1847. augusztus 13.–†Salomvár, 1910. február 1.).[18] Férje: zokoli és illyefalvi Csutor János József Móric (Kaposvár, 1833. augusztus 15.–†Zalaegerszeg, 1918. február 5.), magyar királyi testőri őrnagy.
- Csutor Karolina (*Salomvár, 1853. január 6.–†Kiskölked, Vas vármegye, 1898. május 10.). Férje: kisgeszényi Szabó Zsigmond (*Buda, 1836. július 9.–†Kiskölked, 1904. március 26.), kiskölkedi földbirtokos.[19][20]

## Munkája
- Észrevételek és toldalékok Bátorfi Lajos, Adatok Zalamegye történetéhez cz. munkájához, bold. Deák Ferencz némely adomáival. Zalaegerszeg, 1890. (300 példányban.)